# おはコロシアム
『おはコロシアム』は、テレビ東京系列で放送されていたアニメーション & バラエティ番組のシリーズ。テレビ東京と小学館集英社プロダクションの共同製作。製作局のテレビ東京では2006年4月8日から2014年3月29日まで放送。

## 概要
月曜 - 金曜 6:45 - 7:30に同じくテレビ東京系列で放送されている『おはスタ』の派生番組で、同系列では土曜朝の子供向け番組枠で放送されていた。ただし本番組を平日夕方に遅れネットしていた局もあるため、『おはスタ』で定番の挨拶「おーはー」は本番組のスタジオトークにおいては一切使われていない。また、当時『おはスタ』でメインMCを務めていた山寺宏一は本番組には登場しなかった。
番組は、2008年4月5日放送分（103回）をもってハイビジョン制作に切り替わった。当初ハイビジョン化されたのはアニメパートのみで、それ以外のパートは従来通り4:3のSD画質で、地上デジタル放送では画面両サイドに『おはコロ』の番組タイトルロゴを表示するという方式であったが、2009年4月4日放送分（154回）をもって全パートがハイビジョン制作で固定となった。また、同年10月3日放送分からはアナログ放送でもレターボックス形式での放送 (16:9) になり、スポンサーバック時の両端テロップなどが16:9画面に対応した位置になった。
2010年4月3日放送分（205回）をもってタイトルを『おはコロ』に変更し、同時に司会メンバーが南海キャンディーズからオードリーに交代した。2011年3月12日にも番組の放送が予定されていたが、その前日に発生した東日本大震災の影響で当日の放送が無くなり、以後1週ずつ順延。19日に放送されるはずであった回は『おはコロ』名義での最終回放送日である26日に回され、26日に放送予定の回は当日未放送となった。この未放送回は、テレビ東京では同年4月17日（日曜）に日曜朝の子供向け番組枠である10:00 - 10:30に放送された。
2011年4月2日放送分（255回）をもってタイトルを『おはコロっす！』に変更。
2011年10月1日放送分（281回）をもってタイトルを『おはコロ+』（おはコロたす）に変更。それまで番組内で放送されていた『デュエル・マスターズ ビクトリー』が独立し、放送時間が8:45 - 9:00に縮小された。
2012年4月7日放送分（306回）をもってタイトルを『おはコロアップ』に変更（実際のタイトルロゴでは『おはコロ⤴』と表記）。司会メンバーはオードリーから2700に交代した。
2013年4月6日放送分（356回）をもってタイトルを『おはコロポップ』に変更（実際のタイトルロゴでは『おはコロPOP』と表記）。同時に『デュエル・マスターズ ビクトリー』が『デュエル・マスターズ ビクトリーV3』への改題とともに15分拡大したことにより、9:00 - 9:15での放送となる。このリニューアルでテレビ北海道・テレビせとうち・TVQ九州放送での放送は1週遅れとなり、それまで同時ネット局すべてが実施していた字幕放送（文字多重放送）はテレビ東京・テレビ愛知・テレビ大阪の3局が実施するのみとなった。また、以後も放送を続けた系列外局はびわ湖放送のみとなり、それ以外の局はこのリニューアルを機にすべてネットを打ち切った。
2014年3月29日放送分をもって番組が終了。おはコロシリーズは8年の歴史に幕を降ろした。その結果、おはコロシリーズは8年間の放送ながら、放送回数は合計「407回」だった。

## 出演者
アニメコーナー以外のオープニング・ミニコーナー・エンディングに登場する人物・キャラクターを列挙。2008年10月から2014年3月までオープニング・エンディングはキャラクターのみの登場になっていた。
☆…『おはスタ』に出演したことがある。

### 番組終了時点での出演者
- 2013年4月6日 - 2014年3月29日出演
  - でんぢゃらすじーさん（声：中村大樹）☆ - 「じーさんぽ」等のコーナーを担当。かつておはガールが出演しない月に登場する事があった。また、出演時には、山崎静代が担当しているアニメコーナーの嘘のサブタイトルコールを代わって行っていた。以前は2006年5月、2007年5・8・9月に登場。
  - 孫（声：恒松あゆみ） - 「じーさんぽ」のコーナーでナレーションおよびツッコミを担当。
  - おはガールちゅ!ちゅ!ちゅ!☆ - 「じーさんぽ」「おはコロすごろくバトル」のコーナーに登場。メンバーは不定期に変わる。以前のおはガールは3人が1か月交代で1人ずつ出ていたが、2007年8月以降は1人も出演していなかった。
- 2014年1月11日 - 2014年3月29日出演
  - 木下ベッカム（声：伊東みやこ）☆ - 「おはコロすごろくバトル」のコーナーに登場。以前は2007年12月 - 2008年3月に登場。
  - DJ刑事（瀧上伸一郎（流れ星）） - 「おはコロすごろくバトル」のコーナーで司会を担当。
  - お菓子刑事（ちゅうえい（流れ星）） - 「おはコロすごろくバトル」のコーナーに登場。下記のお菓子刑事とは別人。

### 過去の出演者
- 南海ちゃん（山里亮太（南海キャンディーズ））☆ - 2006年4月8日から2010年3月27日までメインMCとして出演。山寺宏一のニックネーム（山ちゃん）と被るため、本番組では「南海ちゃん」とクレジットされ、ケシカスくんからは「山里」と呼び捨てにされていた。ミニコーナー内で行われる番組出演者同士のゲームでは、他の出演者たちよりも非常に不利な条件を課された挙句に負けるなど、オチ担当になることが多かった。
- しずちゃん（山崎静代（南海キャンディーズ））☆ - 2006年4月8日から2010年3月27日まで出演。オープニング等にも登場していた頃には、毎回アニメコーナーに移る際に、実際にアニメで放送される内容とは全く関係のない嘘のサブタイトルを言い、アニメの放送が終わった後もそのネタを引き継いだ話から入ることが多かった。2008年4月から2010年3月まではケシカスくんと共にボケるようになった。
- 高橋シャルロット（声：愛河里花子） - 2007年12月から2008年3月まで登場。
- ケシカスくん（声：岩田光央）☆ - 2008年4月5日から2013年3月30日まで登場。2010年1月から2013年3月まで『おはスタ』でアニメ化。
- 小春（久住小春）☆ - 2010年4月3日から2011年3月26日まで出演。
- お菓子刑事 - 2010年4月3日から2011年3月26日まで出演。小学館『月刊コロコロコミック』編集部の大嶋一範記者が演じている。ただし、6月18日から7月2日放送分まで『ハイパーヨーヨー バーニング』にカメオ出演していた。
- 若林（若林正恭）（オードリー） - 2010年10月2日から2012年3月31日までメインMCとして出演。
- 春日（春日俊彰）（オードリー） -  2010年10月2日から2012年3月31日までメインMCとして出演。ふりがなの表記が「カスが」となっている。
- ボン・ビー太（声：愛河里花子） - 2011年4月2日から2012年3月31日まで登場。
- 八十島弘行（2700）☆ - 2012年4月7日から2013年1月26日までメインMCとして出演。
- ツネ（2700）☆ - 2012年4月7日から2013年1月26日までメインMCとして出演。
- 斗陸キメル & 糸川静（声：比嘉久美子 & 嶋村侑） - 2011年4月2日から2013年3月30日まで『キメルと静のYOYO部！』に登場。キメルは2012年にも引き続き出演。
- 足立梨花 - 2013年1月から3月までメインMCとして出演。

## アニメ・ドラマ以外のコーナー
ケシカスくんえかきうた
2008年4月5日から9月27日までのエンディング。
イカス！心のカス言（2009年度)
ケシカス流にアレンジしたことわざを紹介。
ザ必カス技（2010年4月3日 - 2010年6月26日）
ケシカスのカードに書かれたキャラクター（パロ）を紹介。
カスカスラップ
2008年10月4日から2010年3月27日までのエンディング（スタッフロール）のテーマソング。第1章から第3章まであり、歌詞は公式サイトに掲載されていた。
ケシケシラップ
2010年4月4日から2010年7月3日までのエンディング。カスカスラップからケシケシラップに変更。
ケッシてみのがせないきょうのおはコロ（2010年7月3日 - 2010年9月25日）
番組紹介（アニメの見どころ）をわかりやすくケシカスが解説する。
必カスラップ
2010年7月3日から2010年9月25日までのエンディング。ケシケシラップから必カスラップに変更。
ケシカス！むずカスィ〜クイズ！（2010年10月2日 - 2011年3月26日）
ケシカスが出題する問題にオードリーの2人が挑戦するコーナー。正解発表はエンディング時に行っていた。
お菓子刑事の食べる大捜査線（2010年4月3日 - 2011年3月26日）
お菓子刑事が市販されているお菓子を「究極のお菓子」に改良し食べるコーナー。小春が訳のわからないことを毎回言うが、それをヒントに刑事が閃き、究極のお菓子に認定するのが一連の流れ。失敗し認定ならず、ということもある。
地図アート記憶術（2011年4月2日 - 7月30日）
オードリーの2人が日本地図に絵を描き、面白い覚え方を紹介するコーナー。最終的にどちらの作品が面白いかをケシカスが判定する。途中から正解発表としてケシカスの作品が最後に出るようになった。
ザ・もったいない会議（2011年4月2日 - 7月30日）
春日とボン・ビー太が身の回りのもったいない物の再利用方を紹介するコーナー。判定は若林が行う。
キメルと静のYOYO部！（2011年4月2日 - 2012年3月31日）
「ハイパーヨーヨーバーニング」後のコーナー。キメルと静がハイパーヨーヨーの性能やトリックのコツ等を映像付きで解説する。
ケシカスあみだケシ占い（2011年10月1日 - 2012年3月31日）
ケシカスが運勢をあみだくじで占う。カス凶になった際での運気を上げる方法も教えてくれる。
ハイパーヨーヨーキングダム（2012年4月7日 - 2013年3月30日）
トップスピナー達のバトルや秘密を明らかにするバラエティ。
ケシカス痛販/ケシカス応援団（2012年4月7日 - 2013年3月30日）
ケシカスと2700の2人がテレビショッピング風におバカな商品を紹介する。後期からは身近にある地味な物をアピールするため、応援歌を作るものとなった。
じーさんぽ（2013年4月6日 -  2014年3月29日）
じーさんとおはガールちゅ!ちゅ!ちゅ!が、町を散歩しながら、町の中に潜むでんぢゃらすな物を調べたりする。2‐4話完結。第1・2回の舞台は合羽橋商店街だった。また、地元の食品を食べたり、様々な体験をしたりもする。
じーさんのでんぢゃらす占い！（2013年4月6日 - 9月28日）
じーさんが運勢をカードで占う。しかし、結果はろくなものがなく、場合によっては占いですらない時もある。
じーさんのでんぢゃらす昔ばなし！（2013年10月5日 - 2014年3月29日）
じーさんが昔話をパロディ化し、『でんじー』の登場キャラも取り入れて語り出す。
おはコロすごろくバトル（2014年1月11日 -  2014年3月29日）
シリーズ最末期のコーナー。木下ベッカムとDJ刑事&お菓子刑事とおはガールちゅ!ちゅ!ちゅ!のゆうなが、1000コマを目指してすごろくで勝負する。各コマでミッションをクリアする事で先に進むことができるが、なぜか反則しても許される。最終回は実質打ち切り同然の結末となった。

## アニメ・ドラマコーナー
番組のメインコーナー。『ペンギンの問題』シリーズと『デュエル・マスターズ』シリーズの制作は小学館ミュージック&デジタル エンタテイメントが担当。
次回予告は、2006年4月から2007年9月までは番組最後に山里が両アニメの予告をしていた。2007年10月から2013年12月までは、各アニメ本編終了直後に次回予告を行なうようになり、同時に予告ナレーションも山里から各アニメのキャラに移行した。
各作品の詳細はリンク先を参照。

### 2006年度 - 2009年度（おはコロシアム）

#### 前半枠
ロックマンエグゼBEAST+（2006年4月8日 - 9月30日、全26話）
主人公の光熱斗やロックマンたちが織り成す物語。『ロックマンエグゼ』のアニメシリーズ最終作。
流星のロックマン（2006年10月7日 - 2007年10月27日、全55話）
前作までとは世界観や登場人物などを一新した、『ロックマン』新シリーズのアニメ。
流星のロックマン トライブ（2007年11月3日 - 2008年3月29日、全21話）
前作の続編、『流星のロックマン』のアニメシリーズ最終作。この作品まではSD画質制作。
ペンギンの問題（2008年4月5日 - 2009年3月28日、全100話＋総集編2話）
前身の『流星のロックマン トライブ』が4ヶ月で終了したため、その後継アニメコーナーとして、2008年4月5日から放送開始し、2009年4月4日から『デュエル・マスターズ クロス』と入れ替わりで後半枠に移動。
制作は小学館ミュージック&デジタル エンタテイメントが担当、フル3CCGアニメーション作品、この作品からはハイビジョン制作。
デュエル・マスターズ クロス（2009年4月4日 - 2010年3月27日、全100話＋総集編＋特別編）
『デュエル・マスターズ ゼロ』（後述）の続編。2008年4月5日から後半枠で放送開始し、2009年4月4日から『ペンギンの問題』と入れ替わりで前半枠に移動。

#### 後半枠
サルゲッチュ 〜オンエアー〜（2006年4月8日 - 9月30日、全26話）
ソニー・コンピュータエンタテインメント制作のコンピュータゲーム『サルゲッチュ』シリーズのテレビアニメ版。
サルゲッチュ 〜オンエアー〜 2nd（2006年10月7日 - 2007年9月29日、全51話）
前作から数か月後の物語。前作に登場したキャラクターの多くがこの作品にも引き続き登場した。
デュエル・マスターズ ゼロ（2007年10月6日 - 2008年3月29日、全24話＋特別編）※『おはスタ』から移動
トレーディングカードゲーム『デュエル・マスターズ』をテーマにしたアニメ。制作は小学館ミュージック&デジタル エンタテイメントが担当。この作品まではSD画質制作。
デュエル・マスターズ クロス（2008年4月5日 - 2009年3月28日、全100話＋総集編＋特別編）
この作品からはハイビジョン制作。
ペンギンの問題（2009年4月4日 - 2010年3月27日、全100話＋総集編2話）

### 2010年度（おはコロ）

#### 前半枠
デュエル・マスターズ クロスショック(2010年4月3日 - 6月26日、全50話）
ペンギンの問題Max（2010年7月3日 - 2011年3月26日、全50話）
前作の続編。2010年4月3日から後半枠で放送開始し、2010年7月3日から『デュエル・マスターズ クロスショック』と入れ替わりで前半枠に移動。

#### 後半枠
ペンギンの問題Max（2010年4月3日 - 6月26日、全50話）
デュエル・マスターズ クロスショック（2010年7月3日 - 2011年3月26日、全50話）

### 2011年度（おはコロっす！ - おはコロ+）
デュエル・マスターズ ビクトリー
2011年4月2日から放送開始。『デュエル・マスターズ クロスショック』の続編、前作の主人公・切札勝舞の弟である切札勝太を主人公とする物語。
※2011年10月より8:30 - 8:45枠に独立。
ハイパーヨーヨー バーニング（2011年4月2日 - 2012年3月31日）
ハイパーヨーヨーを題材にした特撮作品。
ペンギンの問題DX?（2011年4月2日 - 2012年3月31日）
約2分間のショートアニメ。
ド根性小学生ボン・ビー太（2011年4月2日 - 2012年3月31日）
15秒のミニアニメ。

### 2012年度（おはコロアップ）
爆TECH!爆丸（2012年4月7日 - 2013年3月30日）
爆丸を題材にしたフルCGアニメ。
ペンギンの問題POW（2012年4月7日 - 2013年3月30日）
約1分間のショートアニメ。この作品を以って、『ペンギンの問題(第1期)』から5年続いた『ペンギンの問題シリーズ』のアニメは終了した。

### 2013年度（おはコロポップ）
爆TECH!爆丸ガチ（2013年4月6日 - 12月28日、全39話）
爆丸を題材にしたフルCGアニメ。本番組最後のアニメ作品である。2013年12月28日を以て廃枠となり、この作品を以って、『ロックマンエグゼBEAST+』・『サルゲッチュ 〜オンエアー〜』から7年9ヶ月間続いた『おはコロシリーズ』のアニメは終了した。
友情チーム!ブットバースト（2013年4月6日 - 9月28日、全26話）
アーケードゲーム『友情装着!ブットバースト』を題材にした特撮作品。第3話まではゲーム紹介であり、本編は第4話から。

## ネット局

### 番組終了時点でのネット局
字幕放送は同時ネット局のみで実施。なお、放送日時は番組終了時点のものとする。
| 放送対象地域   | 放送局         | 放送日時         | 放送系列       | 備考       |
| -------------- | -------------- | ---------------- | -------------- | ---------- |
| 関東広域圏     | テレビ東京     | 土曜 9:00 - 9:15 | テレビ東京系列 | 製作局     |
| 愛知県         | テレビ愛知     | 土曜 9:00 - 9:15 | テレビ東京系列 | 同時ネット |
| 大阪府         | テレビ大阪     | 土曜 9:00 - 9:15 | テレビ東京系列 | 同時ネット |
| 北海道         | テレビ北海道   | 土曜 7:00 - 7:15 | テレビ東京系列 | [ 注 1 ]   |
| 岡山県・香川県 | テレビせとうち | 土曜 7:00 - 7:15 | テレビ東京系列 | [ 注 1 ]   |
| 福岡県         | TVQ九州放送    | 土曜 7:00 - 7:15 | テレビ東京系列 | [ 注 1 ]   |
| 滋賀県         | びわ湖放送     | 日曜 7:30 - 7:45 | 独立局         |            |

### 途中打ち切りのネット局
いずれの局も遅れネット・字幕放送なし。
| 放送対象地域           | 放送局             | 放送日時           | 放送系列                      | 備考               |
| ---------------------- | ------------------ | ------------------ | ----------------------------- | ------------------ |
| 日本全域               | BSジャパン         | 火曜 7:55 - 8:10   | BSデジタル （テレビ東京系列） | [ 注 2 ] [ 注 3 ]  |
| 『おはコロ+』まで      |                    |                    |                               |                    |
| 長崎県                 | 長崎国際テレビ     | 土曜 10:15 - 10:30 | 日本テレビ系列                | [ 注 4 ]           |
| 広島県                 | 広島ホームテレビ   | 土曜 6:15 - 6:30   | テレビ朝日系列                | [ 注 5 ]           |
| 大分県                 | 大分朝日放送       | 土曜 6:45 - 7:00   | テレビ朝日系列                | [ 注 6 ]           |
| 鹿児島県               | 鹿児島放送         | 土曜 6:15 - 6:30   | テレビ朝日系列                |                    |
| 『おはコロアップ』まで |                    |                    |                               |                    |
| 青森県                 | 青森朝日放送       | 土曜 7:15 - 7:30   | テレビ朝日系列                |                    |
| 宮城県                 | 東日本放送         | 土曜 7:45 - 8:00   | テレビ朝日系列                | [ 注 7 ]           |
| 山形県                 | テレビユー山形     | 金曜 16:09 - 16:24 | TBS系列                       |                    |
| 岩手県                 | 岩手めんこいテレビ | 水曜 16:36 - 16:50 | フジテレビ系列                | [ 注 8 ]           |
| 秋田県                 | 秋田テレビ         | 日曜 6:45 - 7:00   | フジテレビ系列                |                    |
| 福島県                 | 福島テレビ         | 木曜 15:45 - 16:00 | フジテレビ系列                |                    |
| 新潟県                 | 新潟総合テレビ     | 木曜 16:45 - 16:59 | フジテレビ系列                | [ 注 9 ] [ 注 10 ] |
| 岐阜県                 | 岐阜放送           | 木曜 18:45 - 19:00 | 独立局                        |                    |